# Armão
O armão é a combinação do reparo de uma peça de artilharia com uma caixa de munições, montados em grandes rodas, tornando mais fácil o seu transporte a tiro de parelhas de cavalos.